# منتخب الكويت لكرة اليد
منتخب الكويت لكرة اليد هو الممثل الرسمي لدولة الكويت في لعبة كرة اليد. يدرب المنتخب الأيسلندي آرون كريستانسون.

## سجل النتائج في بطولة العالم
| - ألمانيا 1938 : - السويد 1954 : - ألمانيا الشرقية 1958 : - ألمانيا الغربية 1961 : - تشيكوسلوفاكيا 1964 : - السويد 1967 : - فرنسا 1970 : - ألمانيا الشرقية 1974 : - الدنمارك 1978 : - ألمانيا الغربية 1982 :15 | - سويسرا 1986 : - تشيكوسلوفاكيا 1990 : - السويد 1993 : - أيسلندا 1995 :20 - اليابان 1997 : - مصر 1999 : 19 - فرنسا 2001 : 23 - البرتغال 2003 : 20 - تونس 2005 : 22 - ألمانيا 2007 : 18 - كرواتيا 2009 : 22 |

## سجل النتائج في البطولة الآسيوية
| المستضيف والسنة | النتيجة للمنتخب الكويتي فقط |
| --------------- | --------------------------- |
| 1977            | الرابع                      |
| 1979            | الثالث                      |
| 1983            | الثالث                      |
| 1987            | الثالث                      |
| 1989            | الثالث                      |
| 1991            | الثامن                      |
| 1993            | الوصيف                      |
| 1995            | البطل                       |
| 2000            | انسحب                       |
| 2002            | البطل                       |
| 2004            | البطل                       |
| 2006            | البطل                       |
| 2008            | الوصيف                      |
| 2010            | _***                        |
| 2012            | الثامن                      |

*يدل اللون الذهبي إلى أن المنتخب قد حقق البطولة.
 ** اللون الأحمر يدل على استضافة البطولة.
 *** لم تشارك الكويت بالرغم من تأهلها بسبب قرار اللجنة الأولمبية بوقف النشاط الرياضي في الكويت

## الأولومبياد
- موسكو 1980: كانت المشاركة سيئ نوعا ما نظرا لقوة الفرق المنافسة. فكانت الخسارة من رومانيا، الاتحاد السوفييتي، سويسرا، الجزائر، يوغوسلافيا، وكوبا.
- أتالانتا 1996: أسفرت عن هزائم متتالية.

## الألعاب الآسيوية
- بانكوك 1998 :  الميدالية الفضية
- بوسان 2002 :  الميدالية الفضية
- الدوحة 2006 :  الميدالية الذهبية
  - الفائزين بالميدالية: سعد العازمي، علي الحداد، فيصل المطيري، حمد الرشيدي، يوسف الفضلي، علي عبد الرضا، حسين الشمري، علي المثن، مشعل العنزي، صالح الجيماز، مهدي القلاف، تركي الخالدي، عبد العزيز الزعابي، فهد محمد، بدر علي، عبد الله ذياب.